# Serra do Ramalho
Serra do Ramalho est une municipalité brésilienne de l'État de Bahia et la Microrégion de Bom Jesus da Lapa.